# Châteaubernard

Châteaubernard este o comună în departamentul Charente, Franța. În 1 ianuarie 2022 avea o populație de 3.793 de locuitori.